# Jeff Glixman
Jeff Glixman (New York, 13 febbraio 1949) è un tastierista e produttore discografico statunitense noto per essere stato membro delle band Magnum e Blackmore's Night.

## Carriera
Inizia la sua attività come tastierista degli White Clover, gruppo fondato da egli stesso, primo nucleo dei Kansas e dei Proto-Kaw, insieme a Steve Walsh, Warren Eisenstein, Dave Hope e Phil Ehart. In seguito abbandona la carriera di musicista per intraprendere quella di produttore, che sarà molto prolifica.

## Discografia

### Produttore

#### Kansas
- 1974 Song for America
- 1975 Masque
- 1976 Leftoverture
- 1977 Point of Know Return
- 1995 Freaks of Nature

#### Saxon
- 1983 Power and the Glory

#### Black Sabbath
- 1986 Seventh Star
- 1987 The Eternal Idol

### Musicista

#### Con i Blackmore's Night
- 1997 – Shadow of the Moon
- 1998 – Under a Violet Moon
- 2000 – Fires at Midnight

#### Con i Magnum
- 2005 - Wings of Heaven Live